# Oskar Knoche
Oskar Hermann Franz Knoche (ur. 1898, zm. ?) – zbrodniarz nazistowski, członek załogi niemieckiego obozu koncentracyjnego Dachau i SS-Unterscharführer.
Weteran I wojny światowej. 27 sierpnia 1939 wstąpił do Wehrmachtu. Członek Waffen-SS od 1 sierpnia 1944. Od 1 sierpnia 1944 do 27 kwietnia 1945 pełnił służbę w obozie Dachau oraz jego podobozach Augsburg i Bämenheim. Uczestniczył w ewakuacji obozu.
W procesie załogi Dachau (US vs. Oskar Knoche i inni), który miał miejsce w dniach 2–6 maja 1947 przed amerykańskim Trybunałem Wojskowym w Dachau skazany został na 4 lata pozbawienia wolności za udział w zbrodniach popełnionych podczas ewakuacji obozu.